# Christophe de Backer
Pour les articles homonymes, voir De Backer.
Christophe de Backer, né en 1962, est un banquier français, managing partner de Transactions & Compagnie depuis mai 2021 après avoir notamment présidé le Groupe Edmond de Rothschild et travaillé pendant 25 ans pour HSBC.

## Biographie
Fils de militaire, il est titulaire d'une licence de sciences économiques et est diplômé de l'Institut supérieur de gestion,.
Il a rejoint HSBC France en 1990 où il a exercé différentes responsabilités dans les marchés d’actions, devenant président-directeur général de CCF Securities en 1998. En janvier 2001, il a été nommé directeur général adjoint d’HSBC France, chargé de la gestion d’actifs et de l’assurance. En septembre 2005, il a été nommé président du directoire de HSBC Private Bank France. En 2007, il a été nommé directeur général délégué de HSBC France avec pour responsabilités les activités de gestion d'actifs, d'assurances de banque privée ainsi que des banques régionales. En février 2010, il a été nommé directeur général de HSBC France.
Il a rejoint le Groupe Edmond de Rothschild en tant que directeur général puis président du comité exécutif. Il y engage une stratégie de développement à l'international.
Il quitte le groupe le 31 janvier 2015, laissant le champ libre à une reprise en main familiale incarnée par Ariane de Rothschild, jusqu'ici vice-présidente du groupe, avec laquelle il était associé depuis trois ans.
Il retrouve ensuite HSBC à Londres comme membre du comité exécutif et administrateur de HSBC Global Asset Management, avec pour principale mission l'identification et l'évaluation des opportunités de croissance externe.
Il revient à Paris en mai 2021 pour devenir président non exécutif de Transactions & Compagnie, société de fusions-acquisitions où il gère notamment la cession de la maison de couture indépendante Léonard.
Christophe de Backer est chevalier de l'Ordre National du Mérite et de la Légion d'honneur.